# Ack van Rooyen
Ack van Rooyen (Rijswijk (Zuid-Holland), 1 januari 1930 – Den Haag, 18 november 2021) was een Nederlandse jazz-trompettist en -bugellist.

## Levensloop
Hij was een zoon van machinist Arie van Rooijen en Jacomina Catharina Minnaar. Zelf is hij in 1958 in de Verenigde Staten getrouwd met de Amerikaanse jazz-zangeres Barbara/Barbra Field (1934-2019). Broer Jerry van Rooyen was ook musicus.
Van Rooyen ging de muziekwereld in met behulp van het draaien van platen, Rob Madna en zijn broer. Van Rooyen studeerde aan het Haags Conservatorium cum laude af. In 1949 begon hij zijn beroepscarrière bij Het Gelders Orkest. Gedurende het seizoen 1950-1951 maakte hij deel uit van het Boptette van Rob Pronk. Na vertrek in 1952 uit het orkest werkte hij voor verschillende jazzensembles, zoals The Ramblers (samen met broer Jerry). Vanaf 1957 tot 1960 speelde hij in het orkest van Aimé Barelli in Parijs. Vervolgens werd hij trompettist bij de SFB-bigband in Berlijn en daarna in het Radio-Sinfonieorchester Stuttgart des SWR in Stuttgart. In die periode gaf hij les aan muziekscholen in die stad. Hij werkte samen met andere jazzmusici waaronder Joe Haider, Eberhard Weber, Wolfgang Dauner, Klaus Weiss en Peter Herbolzheimer. Met onder andere Dauner richtte hij zijn platenlabel Mood Records op, waarbij meer royalty's naar uitvoerenden gingen als de plaat eenmaal uit de productiekosten was. Aan de Amerikaanse kant werkte hij samen met Gil Evans en Clark Terry.  
Bekend werd Van Rooyen als solist tijdens de concerten en plaatopnamen van het orkest van Bert Kaempfert. Verder speelde hij voor The Skymasters, het United Jazz + Rock Ensemble en Peter Herbolzheimers Rhythm Combination & Brass. In 1980 keerde hij, nu als docent, terug naar het Haags Conservatorium.
In 2007 ontving Van Rooyen voor zijn oeuvre de Singer Laren Jazz Award. In 2017 werd de Blijvend Applaus Prijs aan hem toegekend. Op 3 januari 2020 werd hij tijdens de viering van zijn 90ste verjaardag in het Bimhuis in Amsterdam benoemd tot officier in de Orde van Oranje-Nassau. Tijdens inJazz in Rotterdam werd op 26 juni 2020 bekendgemaakt dat Van Rooyen de Buma Boy Edgar Prijs 2020 had gewonnen.
Ack van Rooyen overleed in november 2021 op bijna 92-jarige leeftijd. Zijn rouwadvertentie begon met: The song has ended but the melody lingers on. Hij beschouwde muziekspelen altijd als een hobby in plaats van een beroep.

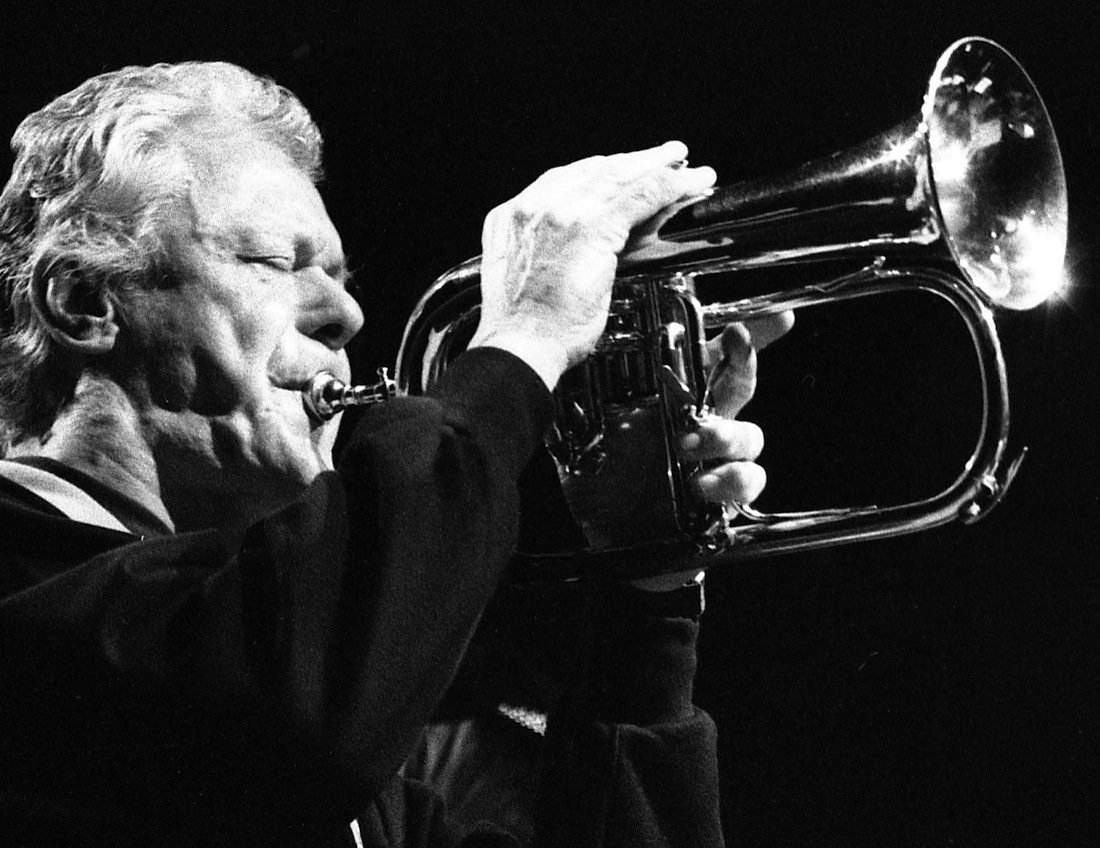
Ack van Rooyen in 1992

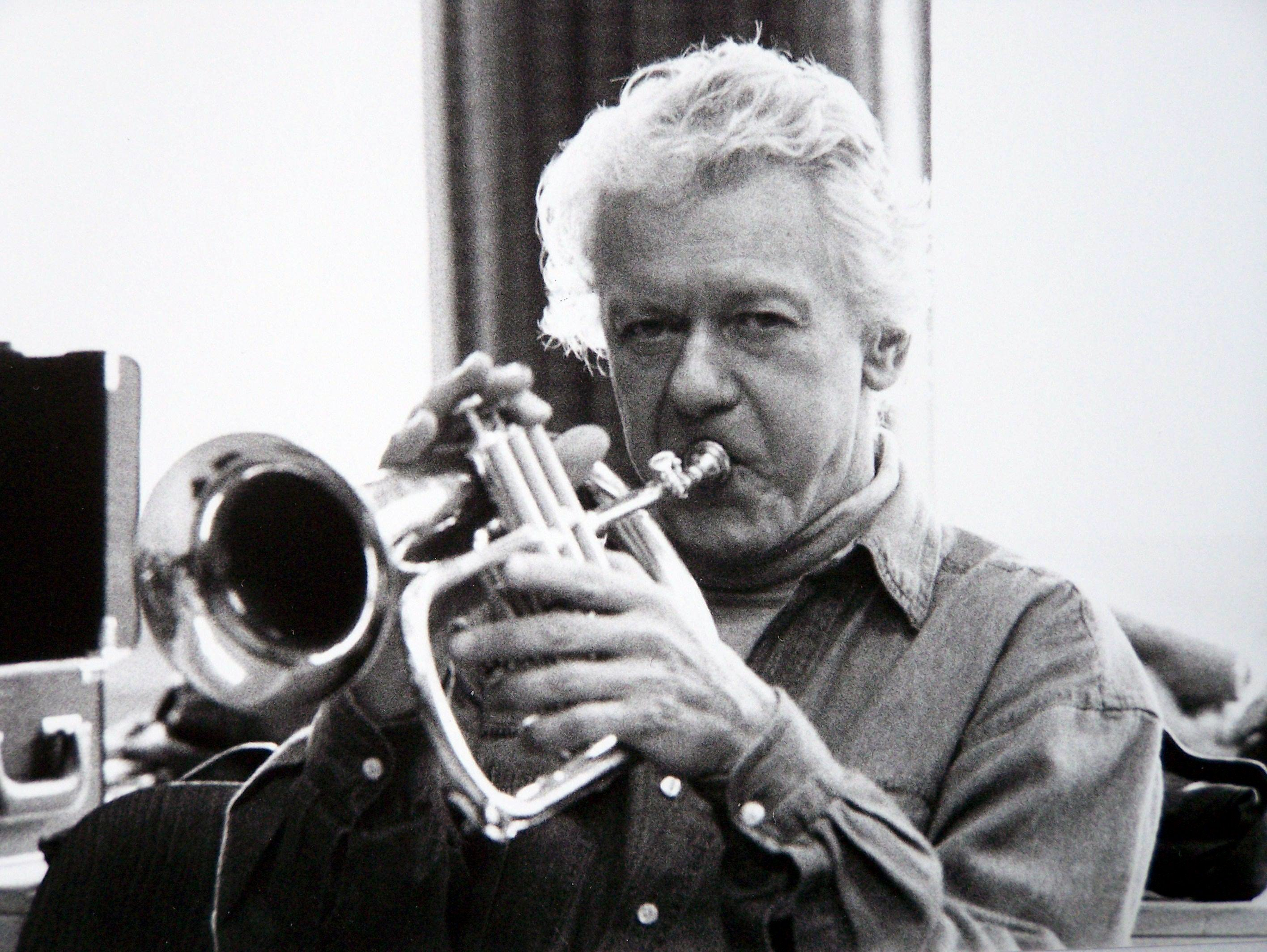
Ack van Rooyen in 1995

- Bibliothèque nationale de France: cb142355786 (data)
- Gemeinsame Normdatei: 134501594
- International Standard Name Identifier: 0000 0000 5546 5180
- Library of Congress Control Number: n87110921
- MusicBrainz: c7eb9af5-c970-49dc-aab3-9a85002cec85
- Nationale Bibliotheek van Israël: 987007412827705171
- Nederlandse Thesaurus van Auteursnamen: 100594840
- Système universitaire de documentation: 187658935
- Virtual International Authority File: 21188076
- WorldCat: E39PBJrKRPcMxbJdtb9bDF8Hmd